# 濱名忠雄
濱名 忠雄（はまな ただお、1910年（明治43年）1月25日 - 2007年（平成19年）12月4日）は、日本の政治家。福島県相馬市長（1期）。

## 来歴
1959年、相馬市議会議員に当選。1970年、相馬市助役となる。1974年、相馬市長に当選した。在任中に相馬港の国際港への転換、下水道工事の着工、市役所新庁舎の完成、相馬野馬追の復活、流山市との姉妹都市提携などがあった。市長を1期務め、1978年に退任。2007年に死去した。